# Hôtel Negresco
L'Hôtel Negresco è un albergo di Nizza, situato sulla Promenade des Anglais e prende il nome dal suo fondatore, Henri Négresco.

## Storia
Henri Négresco, all'anagrafe Alexandru Negrescu, figlio di un oste rumeno, nacque nel 1870 e lavorò in gioventù come pasticciere presso la Casa Capşa di Bucarest. Egli successivamente lasciò la Romania e si trasferì prima a Londra, poi a Parigi, dove studiò e lavorò come maggiordomo per diverse famiglie, tra cui anche i Rockefeller; successivamente si trasferì a Monte Carlo, dove lavorò come maître d'albergo. Nel primo decennio del Novecento si stabilì a Nizza, dove divenne direttore del Casinò municipale.
Durante la sua permanenza a Nizza, città costiera francese la cui fama stava crescendo in quegli anni tra l'aristocrazia europea e quella inglese, Henri Négresco maturò l'idea di far costruire un albergo di lusso che potesse attirare i clienti più facoltosi della cosiddetta cafè society del tempo. Ottenuti i finanziamenti, anche grazie all'interesse di alcuni industriali francesi del settore automobilistico come De Dion-Bouton e Pierre Alexandre Darracq, commissionò all'architetto Édouard Niermans il suo progetto. Niermans, entusiasta di questo nuovo incarico, era uno degli architetti francesi più celebri e richiesti del momento poiché era già noto per aver progettato vari edifici parigini tra i quali il Moulin Rouge e si occupò anche del rimaneggiamento del vicino Hôtel de Paris di Monte-Carlo. 
Dopo circa due anni di lavori l'Hôtel Negresco venne inaugurato in grande stile il 4 gennaio 1913 alla presenza di otto sovrani europei e nei primi periodi di attività ebbe un profitto semestrale di oltre 200 000 Franchi, ospitando i maggiori esponenti dell'alta società mondiale. L'Hôtel Negresco vantò da subito lussi esclusivi tra i quali il primato di essere l'unico albergo di Nizza a disporre di un ascensore, oltreché di un impianto elettrico, di un centralino telefonico, di un servizio di posta pneumatica, di un sistema di aspirapolvere centralizzato e di bagni privati in tutte le oltre quattrocento stanze. 
Durante la prima guerra mondiale l'albergo dovette sospendere l'attività ricettiva e l'edificio fu trasformato provvisoriamente in un ospedale militare, analogamente a quanto accadde all'Hotel Carlton di Cannes e ad altre strutture alberghiere della Costa Azzurra.. Al termine del conflitto, un'economia che stentava a riprendere, un minor numero di turisti che frequentavano la Costa Azzurra e le ingenti spese che si sommarono per i grandi lavori di ripristino della struttura, portarono Henri Négresco, ormai gravemente malato e in rovina, alla bancarotta. 

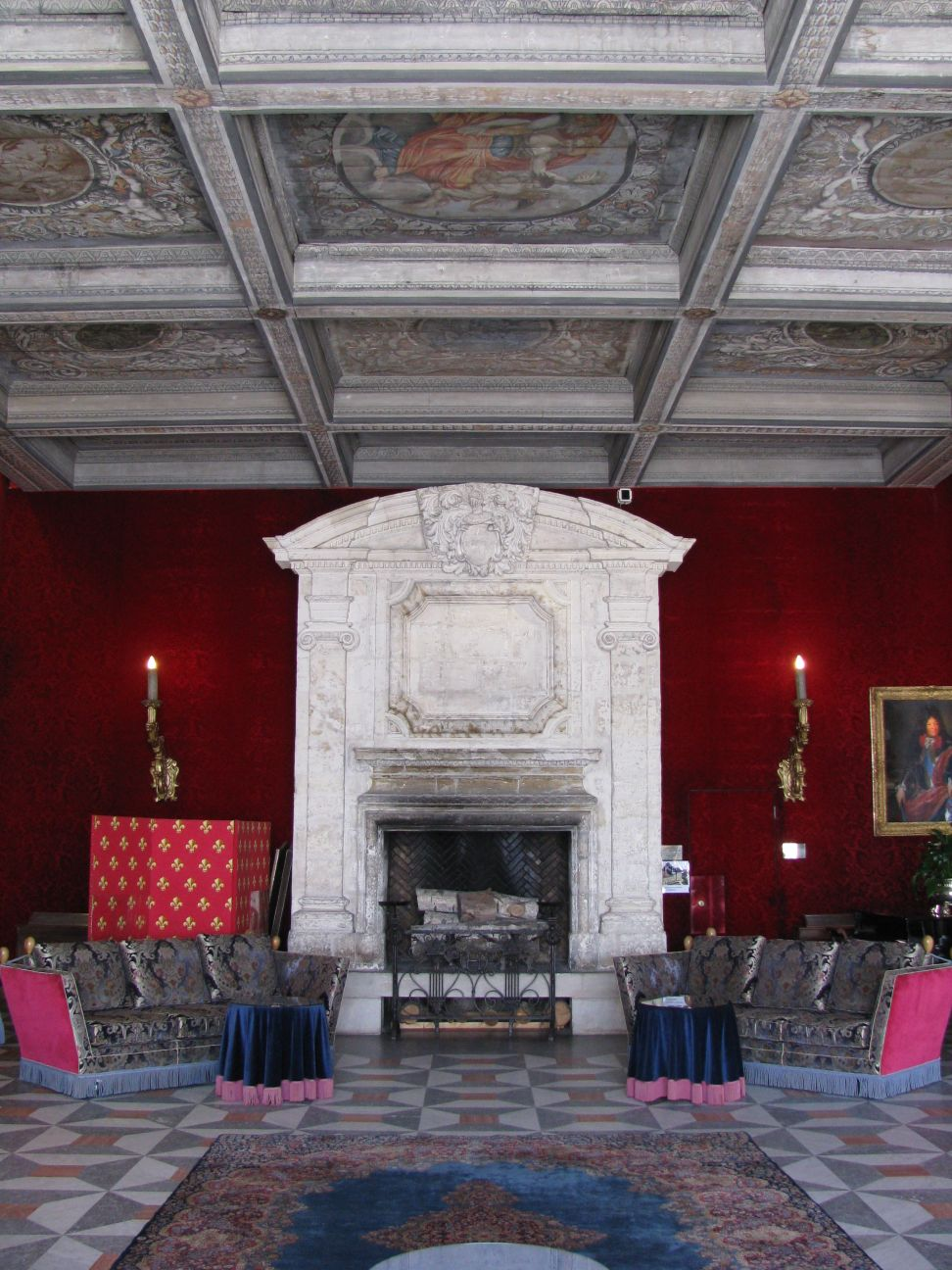
Il salone laterale con il camino marmoreo e il soffitto a cassettoni

Nel 1920 l'albergo venne acquisito all'asta da una società belga e, nel 1928, un rinnovato Hôtel Negresco apparve tra i membri fondatori dell'associazione The Luxury Hotels of Europe and Egypt, divenuta poi The Leading Hotels of the World. 
Il 28 febbraio 1948, Suzy Delair si esibì cantando C'est si bon nel salone principale dell'albergo in occasione della prima edizione del Nice Jazz Festival alla presenza di Louis Armstrong che, apprezzata la canzone, ne incise successivamente una versione in inglese tradotta da Jerry Seelen.
Nel 1957, l'Hôtel Negresco fu acquistato da Jean-Baptiste Mesnage, la cui moglie aveva da poco subìto un fallimentare intervento chirurgico ed era costretta su una sedia a rotelle. Mesnage affidò presto la gestione dell'albergo alla sua unica figlia Jeanne, la quale aveva sposato Paul Augier, un noto avvocato, nonché personaggio politico di Nizza. Fu così che Jeanne Augier portò il Négresco, ormai uno dei simboli più esclusivi della Costa Azzurra, al massimo splendore, continuando a rinnovare e a mantenere in efficienza l'edificio, non senza arricchirlo di preziosi arredi e migliaia di opere d'arte al suo interno, tra cui celebri ritratti storici e busti marmorei di monarchi francesi. La lunga e proficua gestione di Jeanne Augier portò anche all'istituzione di un vero e proprio laboratorio interno di restauro che impiega personale altamente specializzato dell'École Boulle per mantenere nelle migliori condizioni l'intera struttura. Nel corso dei decenni il Negresco ha ospitato illustri nomi dell'arte e dello spettacolo, tra cui Louis Armstrong, Grace Kelly, Cary Grant, Alfred Hitchcock, Johnny Hallyday, i Beatles, Sting, Prince, Michael Jackson, Elton John, Madonna e Salvador Dalí, che soggiornò più volte nell'albergo insieme al suo ghepardo da compagnia.
Nel 2003, l'Hôtel Negresco è stato nominato dal governo francese monumento storico, mentre nel 2010 è stato chiuso dal 4 gennaio al 1º luglio per lavori di ristrutturazione in vista dei festeggiamenti per il proprio centenario. Nel 2011 Jeanne Augier ricevette addirittura un'offerta eccezionale dallo stesso Bill Gates che, più volte ospite del celebre albergo, le offrì un assegno in bianco per acquistare l'Hôtel Negresco. Jeanne Augier declinò questa inconsueta offerta e, non avendo eredi, decise di includere anche l'Hôtel Negresco nel suo testamento già depositato presso la Prefettura di Nizza il 17 aprile 2009, destinandolo alla Fondation Mesnage-Augier-Negresco, che si occupa di assistenza a disabili, difesa di animali e conservazione del patrimonio culturale francese, compresa la vasta collezione d'arte dell'albergo stesso. Da questa scelta ne scaturì un caso giudiziario, tuttavia alla morte della novantacinquenne Jeanne Augier nel 2019, la fondazione è stata beneficiaria della sua grande fortuna che ammontava a circa novanta milioni di Euro.
Dal 24 ottobre 2019, in attesa che il caso giudiziario sull'eredità Augier si concluda definitivamente, l'Hôtel Negresco è gestito da Lionel Servant, già proprietario dell'Hôtel Radisson Blue poco distante, che collabora con la suddetta fondazione rappresentata da un legale, che ha nominato in sua memoria Galérie Jeanne il prestigioso comprensorio di boutiques all'interno dell'albergo.

## Descrizione
L'edificio è uno dei simboli più riconoscibili di Nizza, nonché imponente riferimento geografico lungo la Promenade des Anglais sulla quale si affaccia. 

### Esterno

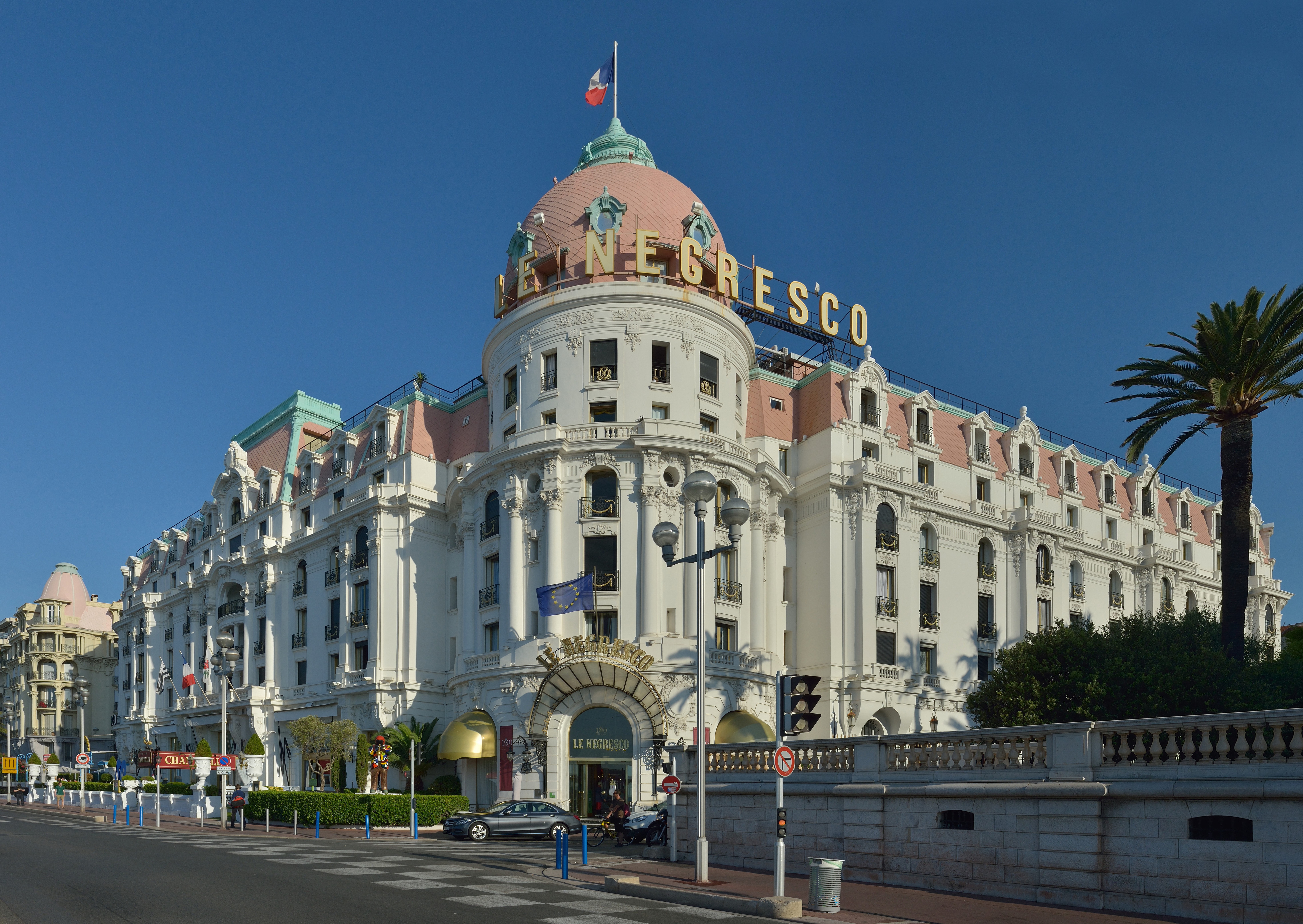
Una veduta d'insieme dell'edificio dalla Promenade des Anglais

Esso si staglia per sei piani fuori terra e occupa l'intero isolato compreso tra la prospiciente Promenade des Anglais, la Rue de Rivoli e la Rue Cronstadt lateralmente, e Rue Berretta. Caratterizzato dallo stile architettonico francese Beaux Art, l'edificio si distingue per l'alto tetto mansardato e un apprezzabile apparato decorativo realizzato in litocemento che si fonde con le facciate in stucco bianco. L'andamento dei prospetti appare piuttosto movimentato e scandito da pilastri e coppie di semicolonne in stile corinzio che si alternano a oculi, finestre semplici e ad arco, con ringhiere in ferro battuto decorato.
L'elemento più caratterizzante dell'edificio è indubbiamente la vistosa cupola ogivale in stucco rosa che ben si raccorda con il circostante tetto mansardato del medesimo colore e che ospita l'ultimo piano. La cupola, che una leggenda suggerisce sia stata disegnata evocando le forme del seno di Carolina Otero, soubrette e probabile amante di Henri Négresco, sovrasta il modulo cilindrico dell'angolo orientale che ospita l'ingresso principale, la cui tettoia in ferro battuto e vetro evoca le tipiche sinuosità Belle Époque. L'intera copertura mansardata del tetto è scandita da numerosi abbaini decorati da frontoni neoclassici, oculi e cornici dipinti di una colorazione verde chiaro a contrasto, che è ripresa anche nella guglia metallica che sovrasta la cupola e che ospita la bandiera francese, a sottolineare che l'edificio è monumento nazionale. La grande scritta "LE NEGRESCO" che campeggia sulla sommità è ancorata alla cupola e si sviluppa lungo il lato orientale dell'edificio affacciato su Rue de Rivoli.

### Interno

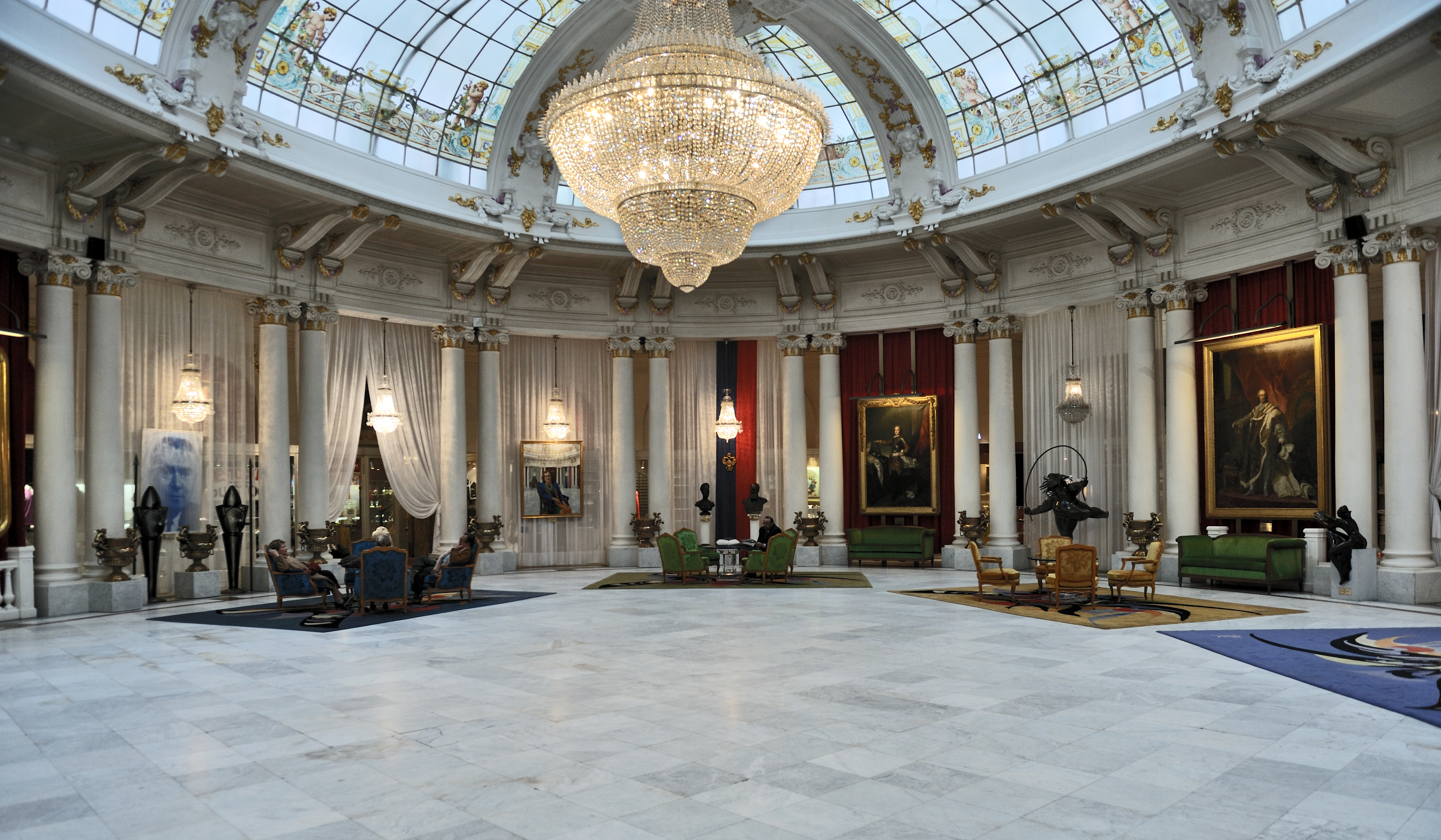
La sala ellittica al piano terra

L'Hôtel Negresco dispone di un'ampia hall circolare che frontalmente dà accesso al salone ogivale che originariamente era la grande sala da ballo. Esso è caratterizzato da un pavimento in marmo bianco di Carrara, un colonnato composto da venti coppie di colonne ioniche binate in stucco bianco ed è sovrastato da una volta in vetro e ferro battuto da cui pende un grande lampadario Baccarat che conta 16 800 cristalli. Su questo luminoso salone si affacciano le numerose boutique della Galérie Jeanne.
Sul lato sinistro della hall vi è l'accesso a un secondo salone che precede il ristorante in cui spicca un camino monumentale in marmo proveniente dal castello di Hautefort e un soffitto a cassettoni del XVIII secolo proveniente del castello di Miolans a Saint-Pierre-d'Albigny. In questo salone trova posto uno dei tre celebri ritratti di Luigi XIV, dipinto da Hyacinthe Rigaud, i cui altri due esemplari sono conservati al Museo del Louvre e presso la reggia di Versailles. Altri ritratti storici di sovrani francesi come quello di Luigi XV, Napoleone III e dell'Imperatrice Eugenia, insieme a busti marmorei, arredi, la scultura Le Chat di Cyril de La Patellière, la Nana Jaune di Niki de Saint Phalle, un'opera di Sacha Sosno, alcuni dipinti di Victor Vasarely e la più grande raccolta di manifesti di René Gruau, fanno parte della vasta collezione della Fondation Mesnage-Augier-Negresco, che comprende circa 6 000 esemplari che Jeanne Augier acquistò nei suoi oltre sessant’anni di gestione.
L'Hôtel Negresco disponeva originariamente di 450 stanze, tuttavia nel corso dei decenni sono state effettuate più ristrutturazioni che hanno portato a un numero complessivo di 121 camere e 24 suites distribuite su quattro piani. L'albergo dispone inoltre di un salone di bellezza, una palestra, un ufficio postale, una spiaggia privata e la Galérie Jeanne con boutiques di lusso. 
All'interno dell'albergo si trova il ristorante Le Chantecler, il quale vanta due stelle nella guida Michelin ma è presente anche la caffetteria La Rotonde, affacciata sulla Promenade des Anglais e un ulteriore bar che alterna l'apertura nella sala invernale il cui accesso è da Rue de Rivoli a quella estiva, con un secondo bar ubicato presso la spiaggia privata antistante. Caratteristica è la livrea blu e rossa dei suoi uscieri, che evoca quella del personale dell'alta borghesia del XVIII secolo.
Nell'ultima ristrutturazione del 2010, il quinto piano mansardato è stato completamente rinnovato, dotato di un ascensore ad accesso diretto e di un ingresso secondario. Esso è stato destinato interamente ad abitazioni private e conta nove suites, un bar e una sala di rappresentanza a uso comune.